# Ernesto Marín
Ernesto Marín Andrade (Chiclana de la Frontera, 1954), más conocido como Ernesto Marín, es un empresario y ex político español. Fue alcalde de Chiclana de la Frontera entre 2007 a 2008, y posteriormente desde 2011 a 2015.

## Biografía
Es hijo del artista y empresario chiclanero José Marín Verdugo, creador de las muñecas de Marín.  Ernesto Marín tiene una hermana llamada Ana Marín Andrade, que trabajó de diseñadora en la empresa familiar de muñecas Marín. También tiene una madre la cual es María Andrade, que ha trabajado junto con su marido, José Marín Verdugo, en la empresa familiar de Muñecas Marín.
Ernesto fue gerente de la fábrica de muñecas de su padre desde 1983 hasta el cierre de la misma en 2014. Fue, junto con otros empresarios, fundador de la Asociación de Empresarios de Chiclana, donde ocupó los puesto de Secretario y de Vicepresidente primero en dos etapas distintas. Como gerente de la empresa familiar conoció prácticamente toda España visitando clientes de la empresa, especialmente todas las zonas turísticas del país. Lo que le dio un conocimiento del turismo y sus tendencias, adquiriendo una gran experiencia empresarial en ese terreno. Así mismo participó con la empresa en más de cuarenta ediciones de las ferias del regalo tanto en Barcelona como principalmente en Madrid, donde incluso formó parte del Comité Organizador del certamen más importante de España INTERGIFT, salón del regalo y la bisutería. A nivel internacional participó en Ferias de Roma, París, Londres, Dusseldorf, etc. También fue presidente del Club Náutico Sancti Petri de Chiclana .
Puso en marcha en 2003 dentro de la AEC la I Feria de Muestras de Chiclana, siendo el Comisario de la misma en sus dos primeras ediciones. Con este motivo fue reconocido por la Asociación de Empresarios de Chiclana con placa y trofeo. Cesó como vicepresidente de dicha asociación por voluntad propia dos años más tarde. Fue también miembro de la Junta Directiva de la Asociación Nacional de Fabricantes de Regalos de España con sede en Madrid. 
En el terreno político fue captado por el Partido Popular presentándose a las elecciones municipales como candidato a alcalde independiente en 2007.
Marín entró al mando de la ciudad en junio de ese año, formando un cuatripartito entre el Partido Popular, el Partido Socialista de Andalucía, IU y el Partido Andalucista. Fue nombrado alcalde en el Consistorio chiclanero el día 16 de junio de 2007. Posteriormente, 17 meses después, se disolvió el pacto cuatripartito saliendo de él tanto Izquierda Unida y la concejala del Partido Socialista de Andalucía y formalizando una moción de censura donde saldría elegido alcalde José María Román. Finalmente, en las últimas elecciones municipales de 2011, salió elegido alcalde porque el PP consiguió ser por primera vez en Chiclana la lista más votada, aunque no consiguió la mayoría absoluta. En el pleno de investidura, los partidos restantes votaron a sus candidatos respectivos y por lo tanto Ernesto Marín, gobernaría en minoría hasta el 20 de mayo de 2012, día en el que se suscribió un pacto de gobierno con el Partido Vecinal Regionalista de España, generando una estabilidad gubernamental al Partido Popular y al sostenimiento de la ciudad, de una manera viable. Del año 2015 al 2019 fue elegido Diputado provincial de Cádiz. En el 2019 ocupó el puesto cinco del PP en las elecciones al Congreso de los Diputados no siendo elegido, a partir de ahí se retiró prácticamente de la vida política.